# International Planned Parenthood Federation
 (juin 2021).
La mise en forme du texte ne suit pas les recommandations de Wikipédia : il faut le « wikifier ».
Les points d'amélioration suivants sont les cas les plus fréquents. Le détail des points à revoir est peut-être précisé sur la page de discussion.
- Les titres sont pré-formatés par le logiciel. Ils ne sont ni en capitales, ni en gras.
- Le texte ne doit pas être écrit en capitales (les noms de famille non plus), ni en gras, ni en italique, ni en « petit »…
- Le gras n'est utilisé que pour surligner le titre de l'article dans l'introduction, une seule fois.
- L'italique est rarement utilisé : mots en langue étrangère, titres d'œuvres, noms de bateaux, etc.
- Les citations ne sont pas en italique mais en corps de texte normal. Elles sont entourées par des guillemets français : « et ».
- Les listes à puces sont à éviter, des paragraphes rédigés étant largement préférés. Les tableaux sont à réserver à la présentation de données structurées (résultats, etc.).
- Les appels de note de bas de page (petits chiffres en exposant, introduits par l'outil «  Source ») sont à placer entre la fin de phrase et le point final[comme ça].
- Les liens internes (vers d'autres articles de Wikipédia) sont à choisir avec parcimonie. Créez des liens vers des articles approfondissant le sujet. Les termes génériques sans rapport avec le sujet sont à éviter, ainsi que les répétitions de liens vers un même terme.
- Les liens externes sont à placer uniquement dans une section « Liens externes », à la fin de l'article. Ces liens sont à choisir avec parcimonie suivant les règles définies. Si un lien sert de source à l'article, son insertion dans le texte est à faire par les notes de bas de page.
- La présentation des références doit suivre les conventions bibliographiques. Il est recommandé d'utiliser les modèles {{Ouvrage}}, {{Chapitre}}, {{Article}}, {{Lien web}} et/ou {{Bibliographie}}. Le mode d'édition visuel peut mettre en forme automatiquement les références.
- Insérer une infobox (cadre d'informations à droite) n'est pas obligatoire pour parachever la mise en page.

Pour une aide détaillée, merci de consulter Aide:Wikification.
Si vous pensez que ces points ont été résolus, vous pouvez retirer ce bandeau et améliorer la mise en forme d'un autre article.
L'International Planned Parenthood, sigle IPPF, en français « Fédération internationale des planning familiaux », est une organisation non gouvernementale mondiale dont les objectifs généraux sont de promouvoir la santé sexuelle et reproductive et de défendre le droit des individus à faire leurs propres choix en matière de planification familiale. Elle a été créée en 1952 à Bombay (aujourd'hui, Mumbai), en Inde, par Margaret Sanger et Lady Rama Rau (en) lors de la troisième Conférence internationale sur la planification familiale avec le soutien d'une population en expansion avec des ressources limitées. Présentement, elle se compose de plus de 149 associations membres travaillant dans plus de 189 pays. L'IPPF est très développée et organisée en six régions. L'organisation est basée à Londres, en Angleterre.

## Objectif
Associations membres offrent des services de planification familiale, de santé sexuelle et de prévention des abus et de l'éducation, à but non lucratif. Ses objectifs incluent donner aux clients les informations nécessaires pour prendre des décisions de santé sexuelle éclairées, promouvoir la santé sexuelle continue, mettre à disposition des services de santé sexuelle de haute qualité, améliorer la santé générale des personnes à faible revenu, et utiliser l'organisation démocratique et le leadership des volontaires pour promouvoir ces objectifs. Plus de 40 % des ressources de l'organisation sont destinées à répondre aux besoins des jeunes ; comme l'explique l'IPPF, les personnes de moins de 25 ans (et en particulier les femmes) courent un risque beaucoup plus élevé de contracter le VIH.

## Financement
L'IPPF est financé par les gouvernements, les trusts et les fondations, y compris la Commission européenne et le Fonds des Nations unies pour les projets spéciaux. La moitié du bilan de son financement provient des programmes officiels d'aide au développement du gouvernement. Pour atteindre ses objectifs en tant qu'organisation, l'IPPF collabore souvent avec l'Organisation mondiale de la santé (OMS), le Programme des Nations unies pour le développement (PNUD), le Fonds des Nations unies pour l'enfance (UNICEF), le Fonds des Nations unies pour la coopération économique et économique (UNFOCPA).[citation nécessaire]
L'IPPF est un important lobbyiste dans l'Union européenne : spécifiquement pour le Conseil européen et le Conseil économique et social des Nations unies (ECOSOC). C'est la seule organisation non gouvernementale (ONG) qui se concentre sur la santé sexuelle et les droits reproductifs à se qualifier pour l'état consultatif auprès du Conseil de l'Europe. Cela permet à l'IPPF de siéger à l'Assemblée parlementaire.[citation nécessaire]

### Financement canadien
En avril 2011, il a été révélé que l'IPPF, qui avait demandé une subvention de 18 millions de dollars plus d'un an auparavant, avait été refusé par un gouvernement du Parti conservateur en raison des efforts de lobbying de groupes anti-avortement.
Le 22 septembre 2011, l'Agence canadienne de développement international a donné une subvention de 6 millions de dollars au IPPF sur trois ans. L'argent est pour les services qui ne sont pas encore fournis en Afghanistan, au Bangladesh, au Mali, au Soudan et en Tanzanie. De nombreux militants contre l'avortement ont critiqué les dépenses, y compris le député conservateur Bradley Trost, qui a critiqué son propre parti pour avoir soutenu le groupe « pro-choix ».

### Financement américain
L'IPPF plaide pour l'accès aux services complets de santé sexuelle et reproductive, y compris les contraceptifs et les services d'avortement sûrs. Le premier jour de son mandat, le président des États-Unis, George W. Bush, a rétabli la Mexico City Policy. Cette politique exigeait que les organisations non gouvernementales reçoivent des fonds américains à s'abstenir de prêter ou de plaider pour des services d'avortement. L'IPPF a choisi de ne pas signer la Règle de Bâillon Global et a perdu 20% de son financement durant le temps que la Mexico City Policy était en vigueur. La politique a été annulée par le président Barack Obama en janvier 2009, mais a été rétablie par le président Donald Trump en janvier 2017.

## Affiliés sélectionnés
- IPPF/Région de l’hémisphère occidental (Caraïbes et Amérique)
- Planification familiale Queensland
- Pro Familia (Allemagne) (de)
- IPPF Réseau européen[5]
- Mouvement français pour le planning familial (France)

## Conférences
La International Planned Parenthood Federation a été créée après des efforts antérieurs pour organiser les mouvements de planification familiale et de contrôle de la population après la Seconde Guerre mondiale. La première conférence a été organisée par l'Association suédoise pour l'éducation sexuelle à Stockholm, en août 1946. Deux ans plus tard, une autre réunion a eu lieu, le Congrès international sur la population et les ressources mondiales en relation avec la famille, à Cheltenham, en Angleterre, en août 1948 , précédant la création de l'IPPF.
- Troisième Conférence internationale sur la planification familiale, Bombay (aujourd'hui Mumbai), Inde (24-29 novembre 1952)[8]
- Quatrième Conférence internationale sur la planification familiale, Stockholm, Suède (17-22 août 1953)[9]
- Cinquième Conférence internationale sur la planification familiale, Tokyo, Japon (24-29 octobre 1955)[10]
- Sixième Conférence internationale sur la planification familiale, New Delhi, Inde (14-21 février 1959)[11]
- Septième Conférence internationale sur la planification familiale, Singapour (février 1963)[12]
- Huitième Conférence internationale sur la planification familiale, Santiago, Chili (avril 1967)[13]
- Neuvième Conférence internationale sur la planification familiale, Brighton, Angleterre (octobre 1973)[14]

## Projets
L'IPPF se connecte avec la population pauvre et vulnérable pour améliorer le soutien aux soins de santé. Tout au long de 2016, l'IPPF a fourni des services à plus de 45 millions de personnes, dont beaucoup en crise humanitaire. Ces services comprennent l'accès aux services de santé sexuelle et reproductive et la formation de la population locale pour éduquer les autres sur les soins de santé. L'IPPF aide plus de 46 000 cliniques et établissements en fournissant des produits et services de santé. L'un de leurs principaux objectifs est d'améliorer les services de santé sexuelle, c'est pourquoi ils fournissent également des contraceptifs à plus de 14 000 prestataires, dont beaucoup se trouvent dans les zones rurales. L'IPPF s'efforce d'aider les pays, principalement d'Afrique subsaharienne, confrontés à des épidémies de VIH en fournissant des conseils et des tests de dépistage du VIH. En 2016, l'IPPF a fourni plus de 40 millions de services liés au VIH, dont 59 % ont été fournis en Afrique. L'Afrique a connu des améliorations en matière de dépistage et de conseil en matière de VIH et d'infections sexuellement transmissibles. L'IPPF travaille aux côtés du Programme commun des Nations Unies sur le VIH et le sida (ONUSIDA) pour promouvoir la prévention et les traitements.
Au Caire en 1994, l'International Conference on Population and Development (Conférence internationale sur la population et le développement) a déclaré qu'environ 55% des couples pratiquaient en quelque sorte la planification familiale. En raison des efforts de planification familiale, les taux de fertilité sont de trois à quatre enfants par femme en 1994, ce qui est beaucoup plus bas que la moyenne de six à sept enfants par femme dans les années 1960.